# Untere Sandstraße 20 (Bamberg)

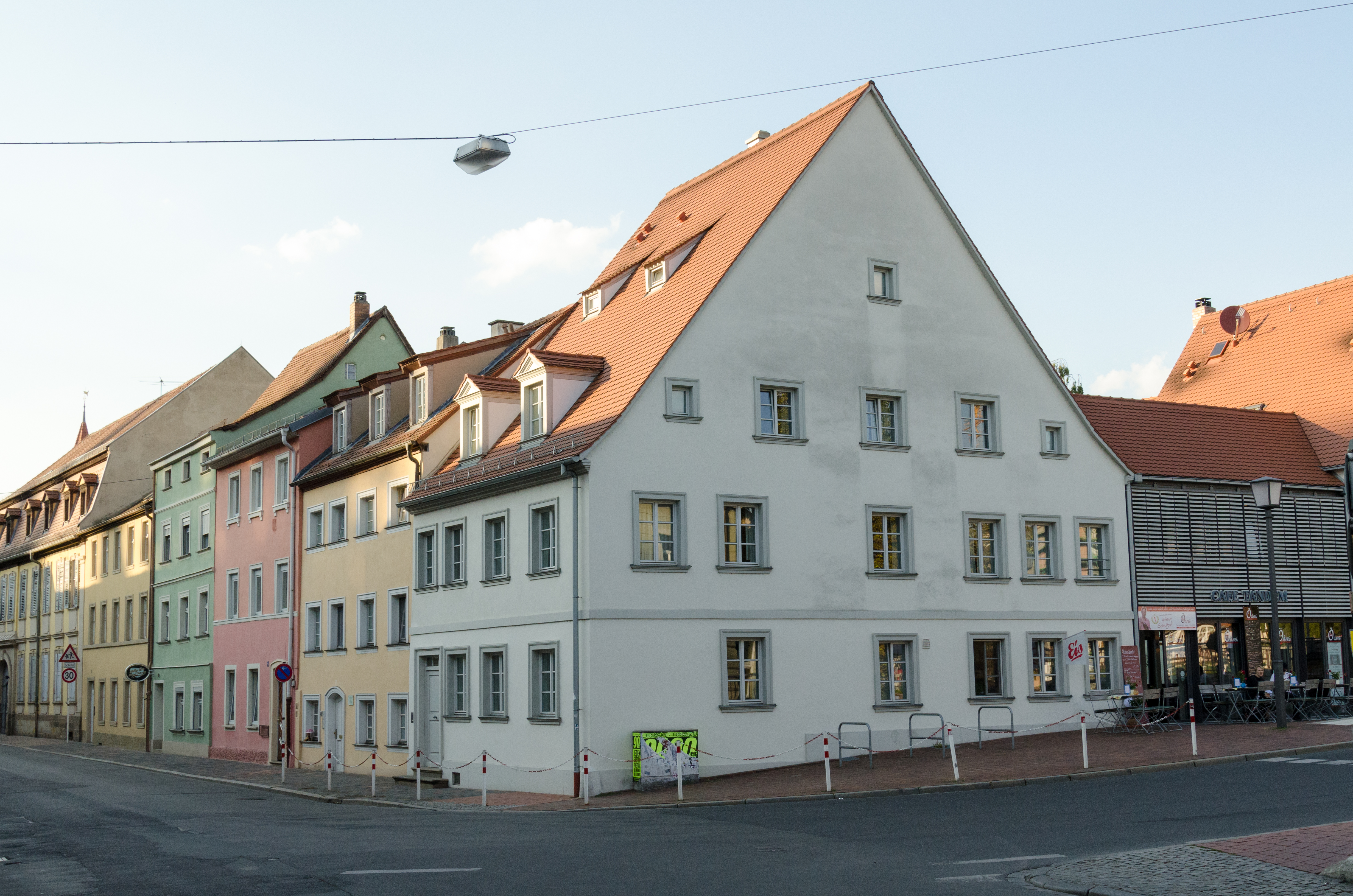
Haus Untere Sandstraße 20 in Bamberg

Das Gebäude Untere Sandstraße 20 in Bamberg, einer Stadt im bayerischen Regierungsbezirk Oberfranken, wurde im Kern im 16. Jahrhundert errichtet. Das verputzte Fachwerkhaus ist ein geschütztes Baudenkmal. 
Das Wohnhaus in Ecklage ist ein zweigeschossiger traufständiger Fachwerkbau mit hohem Satteldach. Im 18. und letzten Viertel des 19. Jahrhunderts erfolgten Umbauten. Bei der Sanierung in den Jahren 2007 bis 2009 wurden die historischen Erdgeschoss-Außenwände erhalten. 